# Браян-Гед (Юта)
Браян-Гед (англ. Brian Head) — місто (англ. town) в США, в окрузі Айрон штату Юта. Населення — 151 особа (2020).

## Географія
Браян-Гед розташований за координатами 37°41′50″ пн. ш. 112°50′35″ зх. д. / 37.69722° пн. ш. 112.84306° зх. д. (37.697230, -112.842965).  За даними Бюро перепису населення США в 2010 році місто мало площу 8,02 км², уся площа — суходіл. В 2017 році площа становила 9,44 км², уся площа — суходіл.

### Клімат
| Клімат : Браян-Гед                       | Клімат : Браян-Гед | Клімат : Браян-Гед | Клімат : Браян-Гед | Клімат : Браян-Гед | Клімат : Браян-Гед | Клімат : Браян-Гед | Клімат : Браян-Гед | Клімат : Браян-Гед | Клімат : Браян-Гед | Клімат : Браян-Гед | Клімат : Браян-Гед | Клімат : Браян-Гед | Клімат : Браян-Гед |
| Показник                                 | Січ.               | Лют.               | Бер.               | Квіт.              | Трав.              | Черв.              | Лип.               | Серп.              | Вер.               | Жовт.              | Лист.              | Груд.              | Рік                |
| Абсолютний максимум, °C                  | 9,4                | 10,6               | 13,9               | 17,8               | 26,1               | 26,7               | 30,6               | 30,0               | 23,3               | 18,9               | 14,4               | 8,3                | 30,6               |
| Середній максимум, °C                    | −1,3               | −0,1               | 3,2                | 6,3                | 11,8               | 18,1               | 21,3               | 20,4               | 15,8               | 8,6                | 1,7                | −1,9               | 8,7                |
| Середній мінімум, °C                     | −12,2              | −11,8              | −9,7               | −7,1               | −2,6               | 1,9                | 5,3                | 5,6                | 1,1                | −4,3               | −9,4               | −12,4              | −4,7               |
| Абсолютний мінімум, °C                   | −26,7              | −27,8              | −23,3              | −22,2              | −15,6              | −8,3               | −3,3               | −2,8               | −11,7              | −17,8              | −25                | −24,4              | −27,8              |
| Норма опадів, мм                         | 96                 | 101                | 101                | 90                 | 36                 | 29                 | 54                 | 68                 | 55                 | 79                 | 68                 | 77                 | 853                |
| ---------------------------------------- | ------------------ | ------------------ | ------------------ | ------------------ | ------------------ | ------------------ | ------------------ | ------------------ | ------------------ | ------------------ | ------------------ | ------------------ | ------------------ |
| Джерело: Western Regional Climate Center |                    |                    |                    |                    |                    |                    |                    |                    |                    |                    |                    |                    |                    |

## Демографія
Згідно з переписом 2010 року, у місті мешкали 83 особи в 40 домогосподарствах у складі 20 родин. Густота населення становила 10 осіб/км².  Було 1301 помешкання (162/км²).
Расовий склад населення:
| - 89,2 % — білих - 1,2 % — чорних або афроамериканців - 9,6 % — осіб інших рас |

До двох чи більше рас належало 0,0 %. Частка іспаномовних становила 12,0 % від усіх жителів.
За віковим діапазоном населення розподілялося таким чином: 25,3 % — особи молодші 18 років, 66,3 % — особи у віці 18—64 років, 8,4 % — особи у віці 65 років та старші. Медіана віку мешканця становила 41,8 року. На 100 осіб жіночої статі у місті припадало 124,3 чоловіків;  на 100 жінок у віці від 18 років та старших — 158,3 чоловіків також старших 18 років.
За межею бідності перебувало 38,3 % осіб, у тому числі 45,0 % дітей у віці до 18 років та 0,0 % осіб у віці 65 років та старших.
Цивільне працевлаштоване населення становило 20 осіб. Основні галузі зайнятості: фінанси, страхування та нерухомість — 50,0 %, мистецтво, розваги та відпочинок — 50,0 %.